# Marcel Leemans
Marcel Leemans (Mechelen, 25 september 1934) is een Vlaams dichter en tekstschrijver. Onder het pseudoniem Mark Swido schreef hij onder meer teksten voor Will Tura, Marva en Norbert. 
Vooral bekend van Mark Swido zijn de teksten Vlaanderen m'n land voor Will Tura en Liedje voor Mary-Ann van Norbert. 
Als dichter publiceerde hij bij de Bladen van de poëzie in 1969 de dichtbundel Ontluistering, een in oplage gelimiteerde dichtbundel. 
Frank-Ivo van Damme verzorgde de vormgeving en maakte voor die dichtbundel 12 originele houtsneden.

## Werken
- 1954: Rapsodie op hartsnaren
- 1955: Klein Archief (gedichten)
- 1956: Prelude
- 1962 Avontuur in Egypte - Uitgeverij Het Fonteintje (jeugdliteratuur)
- 1967: Wedergeboorte  (gedichten) - Uitgeverij Desclée de Brouwer
- 1969: Ontluistering (dichtbundel) - Uitgeverij De bladen van de poëzie
- Medewerker Pijpkruid (1952-1958) (tijdschrift)